# Jamil Uddin Ahmad
Jamil Uddin Ahmad né le 1er février 1936 et décédé le 15 août 1975 était officier de carrière dans l'armée bangladaise. Nommé secrétaire militaire du président du Bangladesh, il a été tué aux petites heures du matin le 15 août 1975, alors qu'il était en route pour aider le président de l'époque, Sheikh Mujibur Rahman, qui a été assassiné cette nuit-là. En 2010, Ahmad a été promu général de brigade à titre posthume et a reçu la Bir Uttom (en), la deuxième plus haute décoration militaire du Bangladesh,.